# Мешкогрудые раки
Мешкогру́дые ра́ки (лат. Ascothoracida) — инфракласс паразитических ракообразных из класса Maxillopoda.

## Описание
Эти мелкие ракообразные длиной 3—5, реже 10—12 мм. Паразитические и реже свободноживущие формы. Число откладываемых яиц зависит от степени приспособления к паразитизму (у малоизмененной Sinagoga всего 50—60 яиц, Ascothorax — 250—300, а Dendrogaster — около 20000). Встречаются повсеместно, являются паразитами кишечнополостных и иглокожих. Вид Synagoga mirum живёт среди коралловых полипов Antipathes larix, а Ascothorax ophioctenis живёт в гонадах офиур Ophiocten sericeum (Ophiuroidea). Dendrogaster astropectinis и D. beringensis найдены в морских звездах Psilaster pectinatus и Eremicaster tenebrarius с глубин 2300 и 3940 м. Раздельнополы, за исключением паразита одиночных кораллов Petrarca bathyactidis, у которого отмечен гермафродитизм.

## Систематика
Около 25 видов. Ранее рассматривалась в качестве отряда, а в последнее время на уровне инфракласса.
- Отряд Dendrogastrida Grygier, 1987
  - Ascothoracidae Grygier, 1987
  - Ctenosculidae Thiele, 1925
  - Dendrogastridae Gruvel, 1905
- Отряд Laurida Grygier, 1987
  - Lauridae Gruvel, 1905
  - Petrarcidae Gruvel, 1905
  - Synagogidae Gruvel, 1905 (Synagoga arabesque)